# Eristalinus virescens
Eristalinus virescens är en tvåvingeart som först beskrevs av Szilady 1942.  Eristalinus virescens ingår i släktet slamflugor, och familjen blomflugor.
Artens utbredningsområde är Etiopien. Inga underarter finns listade i Catalogue of Life.